# Rasht
Rasht (in persiano رشت‎; gilaki Resht) è il capoluogo della regione di Gilan e la più grande città iraniana vicina al mar Caspio. È inoltre il maggior centro di traffici commerciali tra il Caucaso, la Russia e l'Iran attraverso il porto di Bandar-e-Anzali da cui dista 40 km. Alcuni dei quartieri famosi di Rasht sono Gulsar (Golsar), Safsar, Khamiran e Kurdmahale (Kordmahaleh).

## Storia
Nel corso della storia iraniana, Rasht è rimasta una città di frontiera e uno dei suoi soprannomi storici era "dār al-marz" (terra di confine). La località ha assunto fama internazionale dopo essere stata designata come città creativa della gastronomia dall'UNESCO nel 2015.
La famosa rosa de Rescht è stata rinvenuta in questa località, da cui prende il nome.